# Храм Димитрия Солунского на Благуше
Храм великомученика Димитрия Солунского на Благуше — православный храм в районе Соколиная Гора города Москвы. Относится к Воскресенскому благочинию Московской епархии.
Главный престол освящён в честь святого великомученика Димитрия Солунского, приделы — в честь святителя Петра, митрополита Московского, и в честь Успения праведной Анны, матери Пресвятой Богородицы.

## История

### История района
Благуша — историческое название местности, располагавшейся на северо-востоке Москвы между Семеновской заставой и селом Измайлово. Название «Благуша» происходит от Благушинской казённой рощи — одной из шести заповедных казённых рощ, учреждённых в XVIII веке.
С первой трети XVIII века на Благуше организуются первые кирпичные заводы, с кирпичными заводами соседствуют многочисленные скотобойни. Глину добывали по обеим сторонам нынешнего Измайловского шоссе поэтому вся территория района была покрыта «ямами и буераками». К середине XIX века число кирпичных заводов на Благуше доходит до сорока.
Благуша, как и прочие городские окраины, активно заселяется выходцами из различных уездов Московской губернии, приезжавших в Москву на заработки. К 1906 году местное население увеличилось в 10 раз по сравнению с 1880-ми годами и составило около 10 000 человек. Открытие фабрик и заводов на Благуше в немалой степени поспособствовало тому, что стала складываться местная инфраструктура, в которой ещё отсутствовал традиционный духовный центр — православный храм. В то время ближайшим храмом был Храм Воскресения Христова на Семёновском кладбище. В нём ежедневно совершалось большое количество отпеваний и панихид, по этой причине малопричтовый клир храма был не в состоянии удовлетворить всех духовных нужд быстро увеличивавшейся паствы.

### Строительство храма
В 1905 году жителями Благуши было возбуждено ходатайство перед Высокопреосвященнейшим Владимиром, митрополитом московским, о назначении к храму на Семеновском кладбище особого причта, который мог бы окормлять благушинских прихожан. Ознакомившись с ситуацией в районе митрополит Владимир принял решение о строительстве здесь нового храма.
В 1896 году Потомственный Почетный Гражданин Димитрий Флорович Ермаков передал Духовному Ведомству около 100 000 рублей на постройку храма в честь своего небесного покровителя — святого великомученика Димитрия Солунского и Святой Праведной Анны (Анна — имя супруги Димитрия Ермакова). Деньги, оставленные по завещанию Димитрия Флоровича Ермакова, были предложены благушенцам в качестве начального капитала на строительство храма. Высокопреосвященнейший Владимир, Митрополит Московский, ныне прославленный Церковью как священномученик, сам направлял и контролировал всю работу по постройке храма, начиная с поиска финансовых средств и земельного участка и кончая освящением главного престола.
Архитектор Н. И. Орлов, к началу 1908 года подготовил план и детальные чертежи. 16 августа 1909 года была осуществлена закладка храма. 20 ноября 1910 года в печатном органе Московской Епархии «Московских Церковных Ведомостях» был опубликован Указ Святейшего Синода, согласно которому при вновь устрояемой Димитриевской церкви был открыт самостоятельный приход с причтом из священника, диакона и псаломщика. К концу 1910 года храм обрел своего первого настоятеля. Им стал 42-летний священник Михаил Преферансов, почти 20 лет прослуживший диаконом в Воскресенской церкви на Семёновском кладбище.
Храм получился большим, он вмещал до 3 000 прихожан. Постройка храма обошлась почти в 164 000 рублей. Большая часть из этих средств была получена по завещанию покойного к тому времени Д. Ф. Ермакова. Всё остальное — пожертвования различных лиц. В храмовом списке жертвователей на 1917 год значилось 173 человека, с различными вкладами, от 1 до 10 тысяч рублей.
29 июня 1911 года митрополит Московский Владимир совершил освящение новосооружённого храма и совершил в нём первую Божественную литургию.

### Советский период
В 1931 году приход был закрыт, а здание храма передано в ведение НКВД, который приспособил его под завод вторичной переработки драгоценных металлов. У храма были снесены кресты, сняты купола, разобраны верхние ярусы колокольни. В алтаре были установлены плавильные печи, а под главным сводом был размещён кислотный цех. По причиненному ущербу от строительных переделок, сносу и уничтожению «ненужных» частей фасадов храм Димитрия Солунскаго на Благуше занял место одного из самых разрушенных храмов Москвы.
В полностью разоренном состоянии, отрезанное от всех городских коммуникаций, здание храма было возвращено Русской Православной Церкви. На фотографиях, сделанных в 2000 году (фото1, фото2), хорошо видно, насколько сильны были разрушения. 17 ноября 1991 года были совершены освящение крестов и установка их на храме. С этого времени приход храма, возглавляемый протоиереем Сергием Косовым, а затем священником Петром Липатовым, произвёл работы по его возрождению.
Восстановление храма происходило очень быстро. Уже осенью 2001 года на престольный праздник служба стала совершаться на главном престоле.

## Происшествия
В ночь с 27 на 28 июля 2013 года храм был ограблен. Преступники избили и связали сторожа, угрожая ему пистолетом.

## Духовенство
- Настоятель храма — протоиерей Андрей Милкин
- Протоиерей Виктор Сарана
- Иерей Игорь Иванов
- Иерей Александр Дружинин
- Иерей Андрей Кривоногов
- Диакон Алексей Заварнов[4].

## Фотографии
- Колокольня
- Южная сторона
- Алтарная сторона